# Ancona (tỉnh)
Tỉnh Ancona (tiếng Ý: Provincia di Ancona) là một tỉnh ở vùng Marche của Ý. Tỉnh lỵ là thành phố Ancona. Tỉnh này có diện tích 1940 km² và dân số năm 2006 là 465.906 người với 49 comuni ( Lưu trữ ngày 7 tháng 8 năm 2007 tại Wayback Machine).

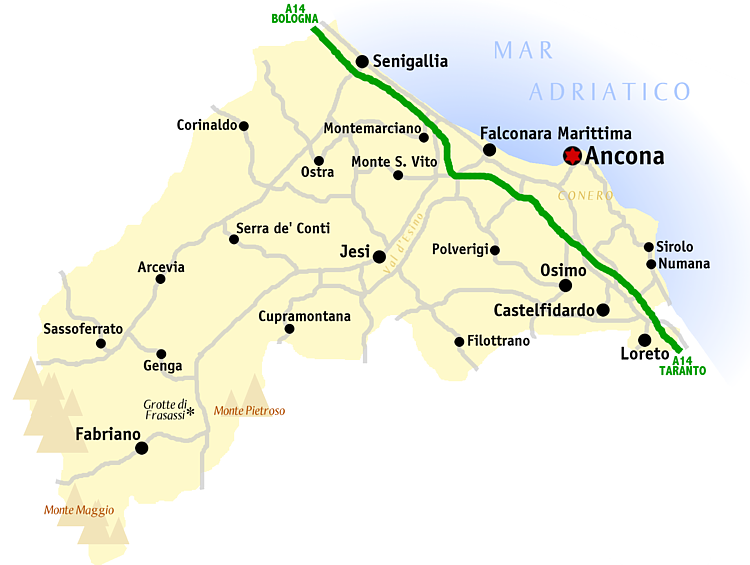
Bản đồ tỉnh Ancona.

Tỉnh này trải dài từ bờ Biển Adriatic đến phía tây của Appennini. Dân cư chủ yếu tập trung ở ven biển và thành phố Ancona chiếm gần 1/4 dân số tỉnh này. Các đô thị chính khác có Castelfidardo, Chiaravalle, Fabriano, Falconara Marittima, Jesi, Loreto, Osimo, và Senigallia.